# Mavrodin (gmina)
Mavrodin – gmina w Rumunii, w okręgu Teleorman. Obejmuje tylko jedną miejscowość Mavrodin. W 2011 roku liczyła 2693 mieszkańców. 